# 구자훈 (배우)
구자훈(1984년 11월 10일 ~ )은 대한민국의 배우이다. 2006년 영화 짝패로 데뷔하였다. 청주대성고등학교를 졸업하였다.

## 학력
- 청주대성고등학교

## 연기 활동

### 영화
- 2006년 《짝패》 ... 구 팀장 역
- 2006년 《해바라기》 ... 양기파 역
- 2015년 《베테랑》 ... 조태오 수행원 역 (본작의 최종 보스격 중간 보스, 조태오의 수행비서) (첫 천만영화)

### 드라마
- 2008년 채널CGV 《색시몽 리턴즈》
- 2009년 KBS2 《2009 전설의 고향》
- 2012년 tvN 《아이러브 이태리》
- 2013년 tvN 《후아유》